# 대다물도
대다물도(大多物島)와 소다물도(小多物島)는 세어도와 영종대교 사이에 있는 섬이다. 행정구역으로는 인천광역시 서구 원창동 산150, 산151에 해당한다. 바로 아래 남쪽으로는 정도와 호도(범섬) 그리고 운염도가 있다.
한편 소다물도는 '거여도'라고도 하며 약 1,785m2의 면적이다. 대다물도 북쪽에 있다.
| 대다물도와 소다물도 |

## 같이 보기
- 켬섬